# 都
都（と、英語: To）は、日本の行政区画のひとつで、都道府県の類。この項目では、都（みやこ）についても記述する。

## 都（みやこ）
- 「宮処（みやどころ、みやこ）」から転じた言語で、天皇の宮殿（皇居）が所在するところを指す。藤原京（奈良県橿原市）、難波京（大阪府大阪市）、平城京（奈良県奈良市）、長岡京（京都府向日市・長岡京市）、平安京（京都府京都市）、東京など。
  - 上記を拡大的に解釈し、現在では政治や行政の中枢機関が置かれた都市に使用されることもある。統治システムの階層ごとにその中枢が設置される都市があるため、国家レベルの中枢都市は「首都」と言い、広域自治体（米国では州、日本では都道府県）レベルの中枢都市は俗に「州都」、「道都」、「県都」などと言う。→都道府県庁所在地
  - 何かを特徴とする土地。都会。「花の都・パリ」、「水の都・大阪」、「杜の都・仙台」というように用いられる。→都市を形容する俗称
- その他接尾辞として、特定の都市の特徴を形容するのに用いられる。

## 都（日本の行政区画）
1943年（昭和18年）の東京都制及び、1947年（昭和22年）の地方自治法により、現在、都は東京都（英語：Tokyo Metropolis）一つである。

### 特別区
都における区は、特別地方公共団体のひとつであり特別区とされる（地方自治法281条）。都は、都及び特別区、また特別区相互間の財源の均衡化を図るため、また、特別区の自主的かつ計画的な運営を確保するため、政令と条例により特別区財政調整交付金を交付する（282条）。都と特別区と特別区相互の間の連絡調整を図るために、都区協議会がある（280条の2）。

### 都知事
都知事は、特別区に対し、都と特別区と特別区相互の間の調整上、特別区の事務の処理について、その処理の基準を示すなど、必要な助言又は勧告をすることができる（第280条の6）。

### 沿革
東京都公文書館が「東京市史稿」、「都史資料集成」、「都史資料集成II」、「都史紀要」などの資料集を公刊している。
- 1868年（慶応4年） - 3月14日の五箇条の御誓文（明治維新）発布ののち、9月3日（旧暦7月17日）、江戸ヲ称シテ東京ト為スノ詔書に基づく東京奠都が行われ、東京府、東京市が発足。大久保利通の大阪遷都案は消滅。
- 1888年（明治21年）- 市制町村制（法律第1号）が公布[2]。
- 1890年（明治23年）-  府県制（法律35号）が公布（後に「道府県制」と改題）。
- 1896年（明治29年）- 帝国財政革新会衆議院議員の山田忠兵衛（東京商工銀行頭取、三田銀行取締役）により 東京都制案が提起された。この案はその後の戦前・戦中を通してずっと活発に議論された[3][4]。
- 1911年（明治44年）- 4月7日、市制町村制が全部改正（法律第68号）。
- 1913年（大正2年）から1941年（昭和16年） - 特別都市計画法（法律第53号）により全国の都市が開発された。
- 1943年（昭和18年）- 7月1日、戦時法制として東京都制（法律第89号）、東京都官制（勅令第503号）が公布。東京府、東京市が廃止され、東京都、東京都長官が設置。
- 1946年（昭和21年）から1954年（昭和29年） - 戦災復興事業のため、新たな特別都市計画法（法律第19号）が施行された。1954年、土地区画整理法施行法 （法律第120号）により廃止される。
- 1947年（昭和22年）- 地方自治法により、都と都知事と特別区との関係に関する規定が置かれる。東京都制、道府県制、市制町村制は廃止も、東京都制第189条から第191条、第198条の規定はその後も効力を有するとされた。
- 1950年（昭和25年）- 首都建設法（法律第219号）が公布・施行。
- 1956年（昭和31年）- 首都圏整備法（法律第83号）が公布され首都建設法が廃止。この法律では、首都圏とは東京都の区域及び政令で定めるその周辺の地域を一体とした広域であることが定められていた。
- 1968年（昭和43年）- 都市計画法（法律第100号）が公布。

### 「東京都制」のうち有効とされる部分
第189条　東京府又は東京市の有給吏員、本法施行の際引続き都の官吏と為りたるときは、恩給法の適用に付ては、勅令の定むる所に依り、其の官吏の在職に継続する有給吏員の勤続年月数は、之を公務員としての在職年に通算す
第190条　他の法律（市制、町村制、府県制、北海道会法、北海道地方費法、地方税法、地方分与税法及大正11年法律第1号並に特に東京都に関する規定を設けたるものを除く。以下同じ）中、東京府又は東京府知事とあるは各東京都又は東京都長官とす
2　他の法律中、府県制、府県、府県庁、府県条例、府県会、府県会議員、府県参事会、府県名誉職参事会員、府県知事、府県吏員、府県出納吏、府県費又は府県税とあるは、勅令を以て別段の定を為す場合を除くの外、各東京都制、東京都、東京都庁、東京都条例、東京都議会、東京都議会議員、東京都参事会、東京都参事会員、東京都長官、東京都の官吏及吏員、東京都出納吏、東京都費又は東京都税を含むものとし、其の他府県に依る規定に付、之を準ずるものとす
第191条　他の法律中、東京市とあるは東京都とす
2　他の法律中、市制第六条の市とあるは、東京都を含むものとす
3　他の法律中、市制、市、市役所、市条例、市会、市会議員、市参事会、市名誉職参事会員、市長、市吏員、市収入役、市費又は市税とあるは、勅令を以て別段の定を為す場合を除くの外、各東京都制、東京都、東京都庁、東京都条例、東京都議会、東京都議会議員、東京都参事会、東京都参事会員、東京都長官、東京都の官吏及吏員、東京都出納吏、東京都費又は東京都税を含むものとし、其の他市に係る規定に付、之に準ずるものとす
4　前三項の場合に於ては、 勅令を以て別段の定を為す場合を除くの外、東京都の区の存する区域を以て東京都の区域と看做す
第198条　本法施行前東京府会議員又は東京市会議員（同市の区の区会議員を含む）の選挙に関し、府県制第40条又は市制第40条に於て準用する衆議院議員選挙に関する罰則を適用すべかりし行為に付ては、なお従前の例に依る

## 外国の都
首都に他の地域の市や州・郡・県などとも異なる独自の行政制度が布かれている国において、その首都の行政区画や自治体を日本語で「都」と表記および呼称することがある。1985年に法令で首都に他の県とは別の制度が布かれたにタイ王国の行政区画としてのバンコク都が顕著で、日本語住所表記としてのバンコク都〇〇区にとどまらず、都知事、都庁といった行政上の名称はもちろん、都内・都下といった域内を指す表記や都民、都立、都営や都バスといった都制であることから派生した表現が常用されており、日本側のみならず、タイ王国側の日本語表記でも確認できる。他に2008年に州と同列の特別市から他の州とは別枠の制度に移行したカンボジアの首都プノンペンに適用されているほか、ラオスの首都ヴィエンチャンは、1989年にヴィエンチャン県から分立したヴィエンチャン都内のうちの5郡を指す。
また、以下はかつての制度上では都の表記や呼称をされることがあった。
- グレーター・ロンドン -1965年に拡大した大ロンドン[注釈 3]で1986年に廃止されるまでの地方自治体であるGLC[8][9]。
- メトロ・マニラ - 1975年に発足した首都マニラ市を含む16市1町の首都圏行政区域[注釈 4]1986年改組、1995年廃止（現在は行政区画ではなく首都圏としての地域名称）。